# جيليان هاريس
جيليان هاريس هي مقدمة تلفزيونية كندية، ولدت في 30 ديسمبر 1979 في نهر السلام ‏ في كندا.

## وصلات خارجية
- الموقع الرسمي
- جيليان هاريس على موقع IMDb (الإنجليزية)